# 大神社 (一宮市)

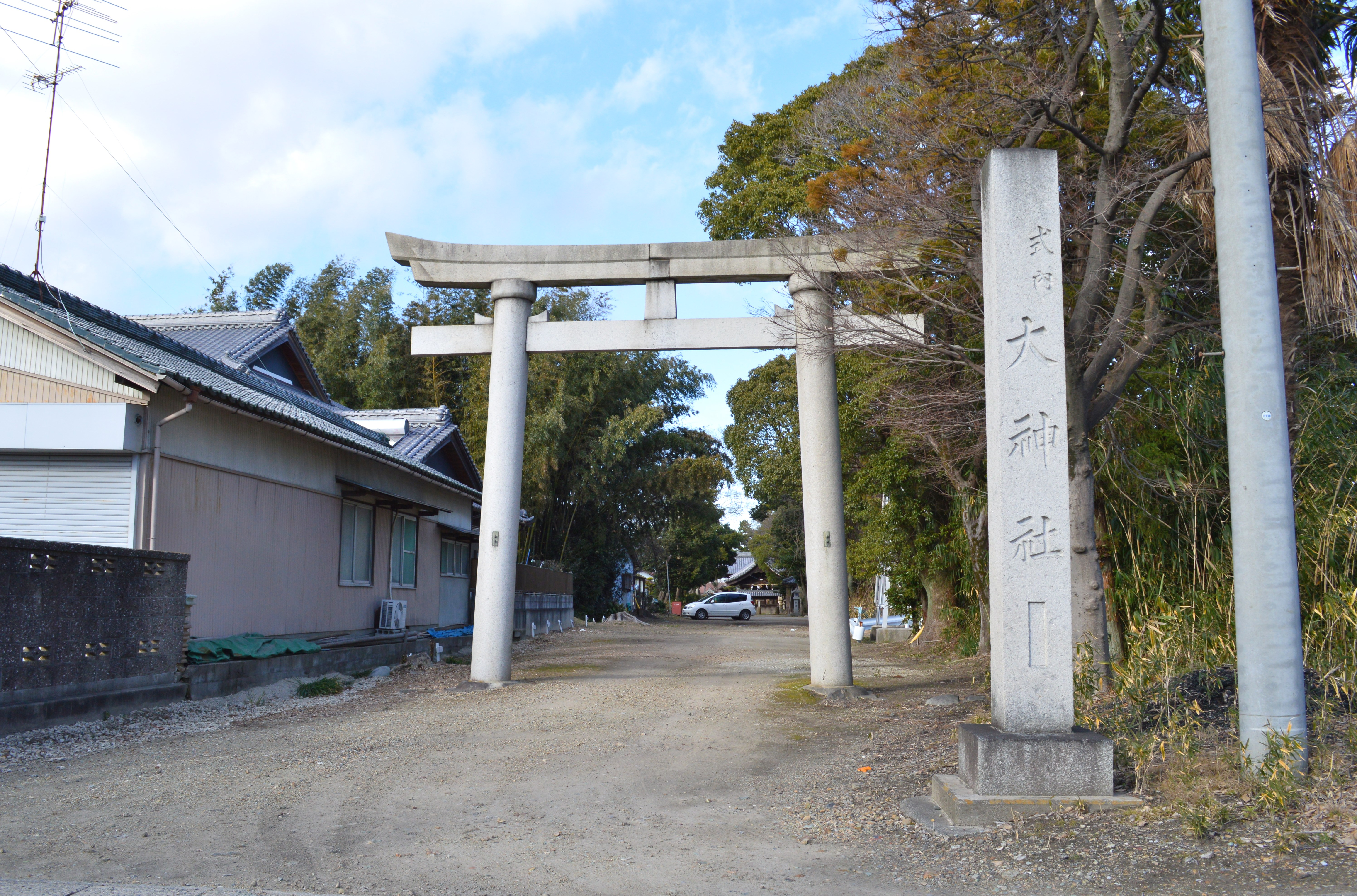
鳥居

大神社（おおじんじゃ）は、愛知県一宮市大和町於保（おほ）にある神社。式内社（名神大社）で、旧社格は村社。

## 祭神
祭神は次の1柱。
- 神八井耳命 （かむやいみみのみこと） - 神武天皇（初代）皇子で、多氏祖。

相殿に八王子を配祀するとする史料もあるが、これは当社が近世に「天王社」と称していたことに由来するという。

## 歴史

### 概史
創建は不詳。社名・地名に見えるように、当地に住んだ多氏（おおうじ）一族がその氏神として祖神の神八井耳命を祀ったといわれる。この多氏は大和国十市郡飫富郷（現・奈良県磯城郡田原本町）付近を根拠とした古代氏族で、同地には氏神の多坐弥志理都比古神社（多神社とも。式内名神大社）が鎮座する。
国史では、仁寿3年（853年）に「多天神」が名神に列したと見えるほか、同年に多天神に従五位上の神階が授けられたと見え、また元慶元年（877年）に「多名神」が正五位上に昇叙されたとある。
また延長5年（927年）成立の『延喜式』神名帳では尾張国中島郡に「太神社 名神大」と記載され、名神大社に列している。写本によってその社名は「太神神社」「大神神社」とも記されるが、その場合の「神」の1字は衍字とされる。『延喜式』臨時祭 名神祭条においては、「太神社一座 或太作多」として「多神社」とも作る旨が記されている。古くから当地には地名として「於保（おほ）」が残ることに基づき、これらの記載の神社は当社にあたるとされる。なお『和名抄』に見える郷名のうちでは、当地は中島郡川埼郷に比定される。
その後の経緯は詳らかでなく、氏人が散亡したことにより荒廃し、近世には「天王社」と称されていたという。
明治維新後、近代社格制度において村社に列した。現在、宮司は一宮市内の大神神社ほか複数の神社の宮司を兼務する。

### 神階
六国史時代における神階奉叙の記録
- 仁寿3年（853年）6月11日 - 名神に列す （『日本文徳天皇実録』） - 表記は「多天神」。
- 仁寿3年（853年）7月12日 - 従五位上 （『日本文徳天皇実録』） - 表記は「多天神」。
- 元慶元年（877年）閏2月26日 - 正五位下から正五位上 （『日本三代実録』） - 表記は「多名神」。

六国史以後
- 従一位[3]または正二位上[4] （『尾張国内神名帳』） - 表記は「於保名神」。位階は写本により異同がある。